# El Pa de Sucre (Montescot)
El Pa de Sucre és un veïnat del terme comunal de Montescot, a la comarca del Rosselló (Catalunya del Nord). Està situat en el sector occidental del terme, a cosa d'1 quilòmetre del nucli de població de Montesccot. En la proximitat del veïnat es va trobar un jaciment amb abundant material format principalment per fragments d'àmfores itàliques, que indiquen un poblament antic del lloc.